# Imants Ziedonis
Imants Ziedonis, född 3 maj 1933 i Sloka i Jūrmala, död 27 februari 2013 i Riga, var en lettisk poet, vid sidan av Vizma Belševica en av de viktigaste författarna inom lettisk litteratur. 
Ziedonis studerade vid Lettlands universitet i Riga, där han 1959 tog en examen i filologi. Som ung arbetade Ziedonis som bibliotekarie, vägarbetare, lärare och redaktör.

## Översättningar till svenska
(Samtliga översatta av Juris Kronbergs)
- Andra sidor: 30 epifanior (Fripress, 1978)
- Utan svanar, utan snö: dikter (Fripress, 1981)
- Gränslinjer: dikter och epifanior (Fripress, 1986)
- Epifanier (Ariel, 2013)